# Yuri Semenov
Yuri Semenov (Toropets, 20 de abril de 1935) é um físico russo especializado em projetar naves espaciais, estações orbitais e mísseis balísticos de longa distância.